# 尾道学
尾道学（おのみちがく）とは、広島県尾道地域の課題を中心に学際的に行われている研究及び学問のこと。地域固有の課題研究の先進事例である東北学、金沢学、京都学、大阪学、播磨学、長崎学などに続く地域学の一つである。

## 概要
尾道学という文言自体は、2003年に出版された『尾道学と映画フィールドワーク』（荒木正見・鈴木右文共著・中川書店刊）で初めて打ち出された。同書は、大林宣彦監督による尾道作品のロケ地をフィールドワークし考察したもので、著書の荒木正見は、「尾道とその周辺を総合的学問の視点から見詰め直して、その本質的意味を確認するという尾道学の提唱を掲げ、その探求には町を徹底的に歩くフィールドワークを推奨するためのもの」であると語っている。荒木は1995年に『尾道を映画で歩く－映像と風景の場所論－』（中川書店刊）を出すなど、尾道学を冠した本を出す以前から、尾道学的な取組みを既に実践している。
その後2005年5月、浄土寺研修道場にて尾道学構築に向けての市民との懇談会（意見交換会）が開かれる。この懇談会は、地域交流・貢献を目的として2004年に尾道大学内に設置された地域総合センターによって主催されたものであった。センター関係者（大学教員）と地域の歴史文化、まちづくりに関心ある市民有志が同会に集い、活発な意見のやりとりがみられた。その後、参会した一部の市民有志によって、個人的活動として市内を歩き地域を再発見するフィールドワークが進められた。
2005年11月、前述の懇談会に集った一部の市民有志が個人の立場で集い、民間グループとしての尾道学研究会が立ち上がり、第一回例会（『失われた尾道囃子発掘報告会』）を尾道市立中央図書館で開催される。以後、尾道の雑煮、尾道の通信史、尾道古絵葉書の発掘、尾道鉄道、尾道に由来する人物伝、郊外地域へのフィールドワーク（現地学習）の例会（定期的）や、「まちかど尾道学ミュージアム」と題した企画展示会（不定期）などを重ね、様々な分野で地域学習・地域再発見に取り組まれている。
発端となった尾道大学における尾道学では、2006年度より、尾道に関する図書・文献の尾道学データベースを尾道大学ホームページ内に開設・公開しているほか、同年10 - 11月、しまなみ交流館において地域総合センター主催の「尾道学講座」（全7回）が開かれ、「井伏鱒二と尾道」など、大学教員が講師となって尾道をテーマに市民向けの講義を行った。講座には尾道大学主催で短大時代から開かれている公開講座を上回る多くの受講者があった。
この荒木による尾道学と2005年より大学・民間双方で始動した尾道学に関係や繋がりはないが、共に地域について総合的に学ぶ地域学である事に変わりない。